# Forteresse de Râșnov

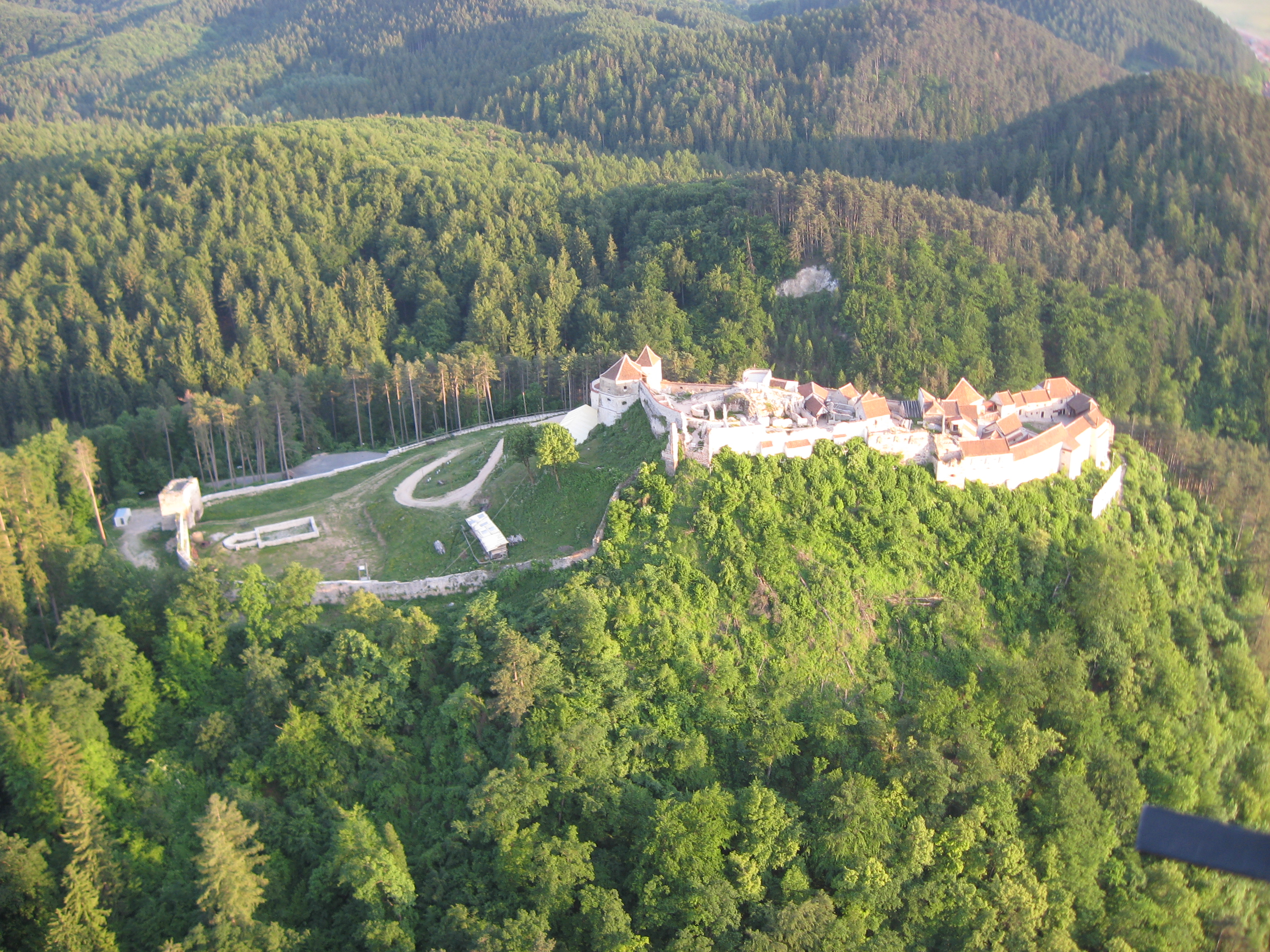
Vue aérienne

La Forteresse de Râșnov (roumain : Cetatea Râșnov, pronunciation: [ ˈ r ɨ ʃ n o v ], allemand : Rosenauer Burg, hongrois : Barcarozsnyó vára) est une forteresse médiévale de type Fliehburg, qui offrait refuge aux citadins et aux villageois de la région en temps de guerre. Il est situé à Râșnov, dans le Judet de Brașov, non loin de Brașov.
Construite dans le cadre d'un système défensif pour les villages de Transylvanie exposés aux invasions extérieures (notamment tatares), la forteresse était historiquement occupée par les communautés locales roumaines et saxonnes, chacune fournissant un nombre égal d'hommes. 
Un aspect décisif pour la construction de la forteresse à cet endroit est la route des armées (locales ou d'envahisseurs) qui venaient du col de Rucăr-Bran et passaient par Râșnov, en route vers Brașov et d'autres parties de la région du Burzenland. La seule chance de survie en cas d'attaque pour les habitants de la région, y compris ceux de Cristian et de Ghimbav, était le refuge de la forteresse de Râșnov. Contraints de rester là pendant des décennies, des habitants de Râșnov et des villages voisins ont fait de la fortification leur lieu de résidence à long terme. 

## Histoire

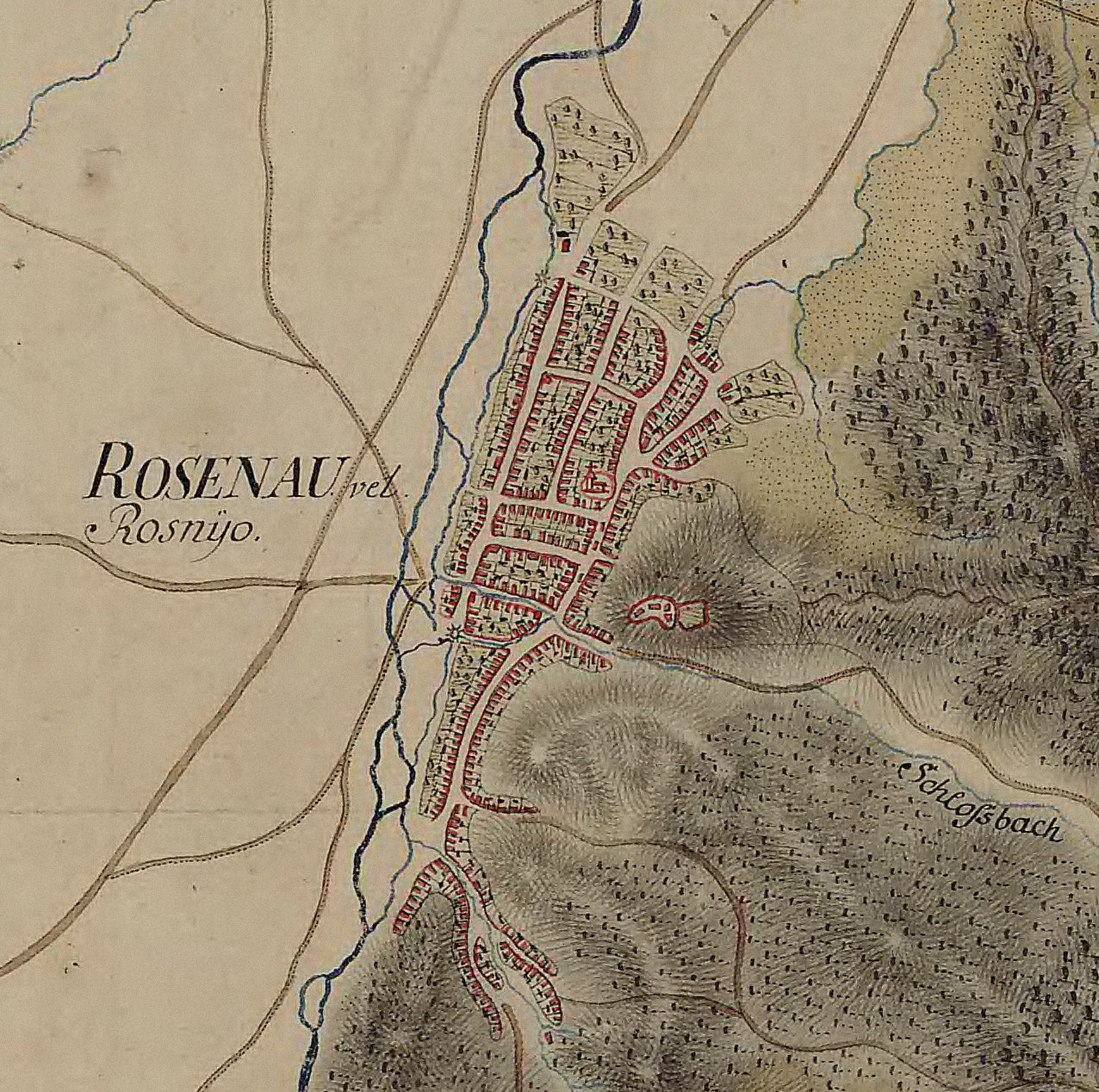
La ville et la forteresse de Râșnov sur la carte de Transylvanie établie sous Joseph II (vers 1770)

Les recherches archéologiques ont révélé l'existence de fortifications sur cette colline depuis la préhistoire et la période dace.
On considère que la forteresse médiévale initiale fut construite entre 1211 et 1225, sous le règne des chevaliers teutoniques en «Burzenland», bien qu'il n'existe aucune preuve archéologique à cet égard.
En 1335, lors d'une incursion tatare qui ravagea le Burzenland, Râșnov et Brașovia furent les seules places fortifiées à rester invaincues. Il s'agit également de la première attestation documentée de la fortification.
En 1421, la forteresse fut assiégée pour la première fois par une armée ottomane.
En 1600, Michel le Brave, ses troupes et sa femme, Dame Stanca, se retirent ici après la défaite de la bataille de Mirăslău.
Pour remédier à la faiblesse constituée par l'absence de source d'eau à l'intérieur de la forteresse, un puits de 146m de profondeur fut creusé entre 1623 et 1642.
En 1718, la forteresse fut partiellement détruite par un incendie et en 1802, elle fut endommagée par un tremblement de terre.
En 1821, les réfugiés de Valachie (le mouvement renaissant dirigé par Tudor Vladimirescu) se retirèrent dans cette forteresse.
Entre 1848 et 1849, la ville de Râșnov se trouvant sur le chemin des révolutionnaires hongrois et des troupes impériales autrichiennes, ses habitants se retirèrent dans la forteresse. Ce fut la dernière mission de la forteresse comme lieu de refuge et de défense.
En 1850, en raison de la situation politique et de la diminution du rôle défensif de la forteresse, la fortification fut abandonnée, devenant une ruine. Il ne restait plus qu'un seul garde qui devait annoncer le début des incendies en sonnant une cloche.
Après les deux guerres mondiales et la prise de pouvoir du régime communiste en Roumanie, la forteresse fut restaurée pour la première fois, mais à peine, dans les années 1955-1956.
Entre 2000 et 2007, un entrepreneur italien transforme les ruines en attraction touristique pittoresque en détruisant et en reconstruisant arbitrairement des parties des vestiges archéologiques. La municipalité de Râșnov a récupéré la propriété en 2008 et des travaux mieux encadrés furent entrepris. 

### La légende du puits
L’absence d’une source d’eau interne a conduit à la limitation de la résistance à long terme lors des sièges. À cause de ce manque, il fut décidé de commencer le creusement d'un puits dans le sol rocheux, en 1623.

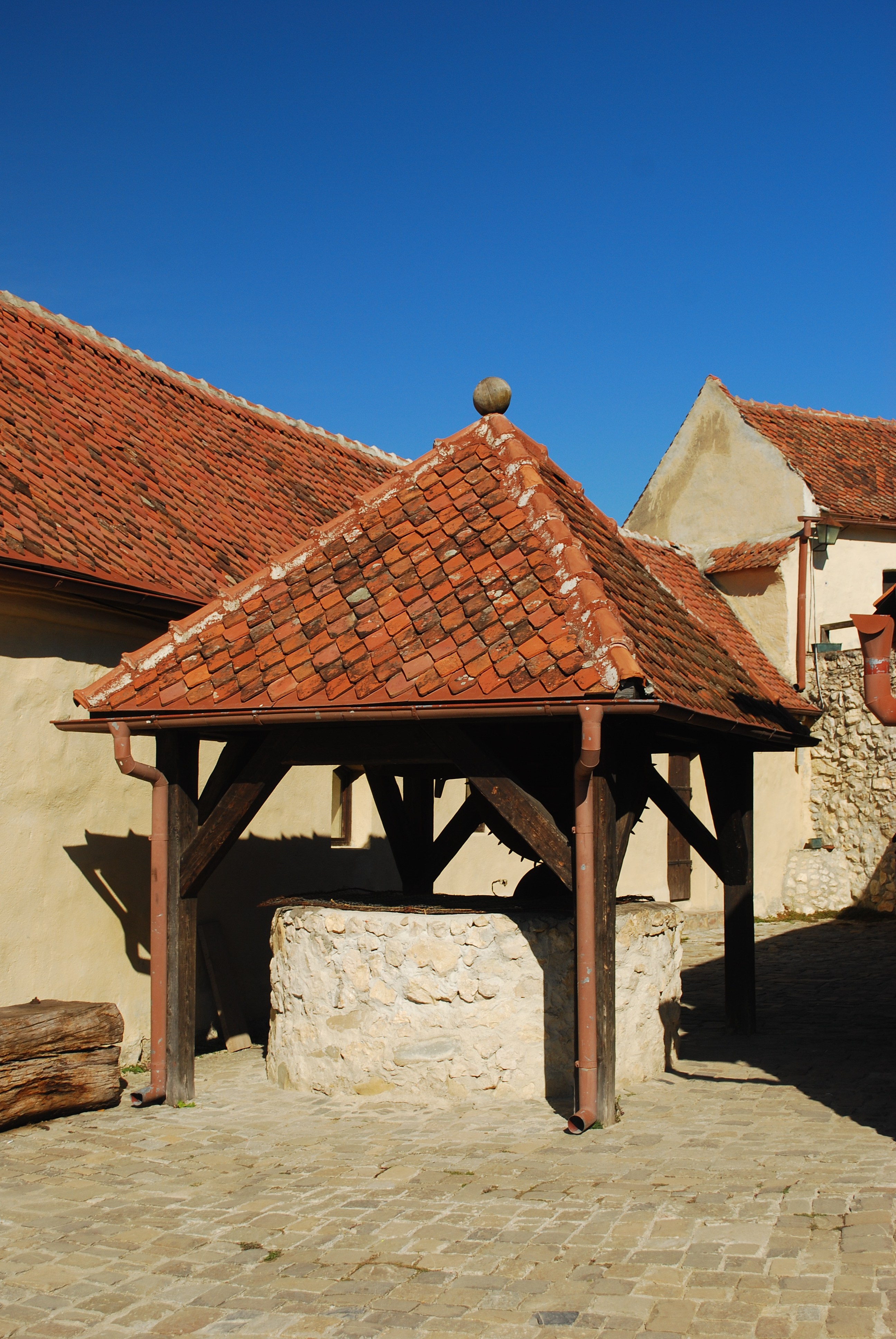
Le puits

La légende raconte que lors d'un siège, les habitants de la forteresse firent creuser un puits au milieu de la forteresse par deux prisonniers turcs afin de recouvrer leur liberté. Les captifs creusent pendant 17 ans, durant lesquels ils écrivent des versets du Coran sur les parois du puits, encore visibles aujourd'hui. Le sort des prisonniers n'est pas connu, certains affirmant qu'ils ont été libérés, d'autres qu'ils ont été tués.
Le puits fut utilisé jusqu'en 1850, date à laquelle une roue cassée dans le treuil du puits provoqua son abandon.
Les anciens de Râșnov croient que dans les profondeurs du puits se trouve un trésor vieux d'au moins 300 ans. Cependant, récemment, des alpinistes ont exploré le puits de près, sans en trouver la moindre trace,.

## Architecture

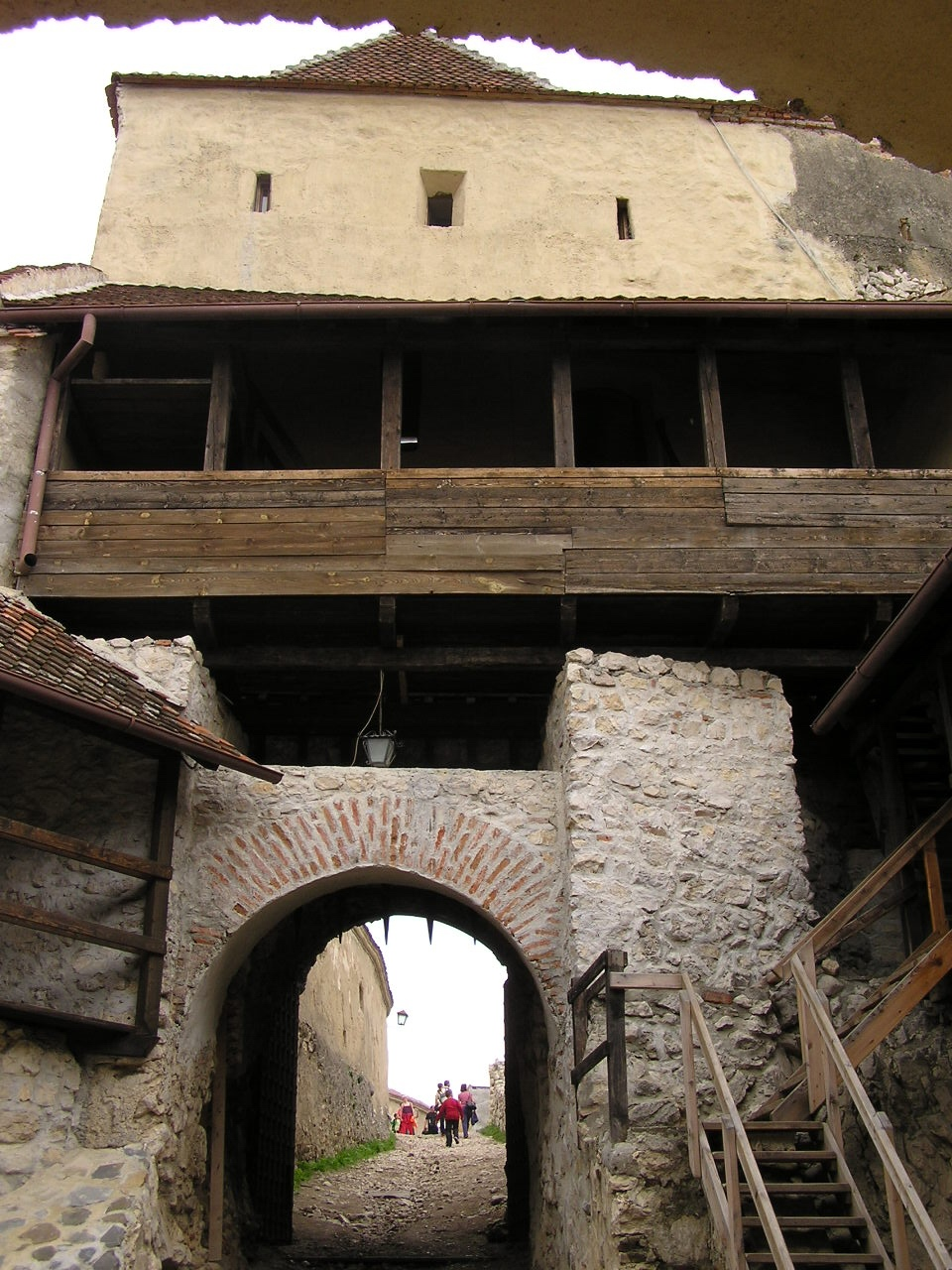
Porte intérieure sud

## Le musée d'art féodal
À l'intérieur de la forteresse se trouve un musée qui présente brièvement des éléments de l'histoire locale, les habitudes et l'artisanat de la région, et rassemble également des objets et des armes du passé des habitants. Il contient les sections suivantes : photocopies de documents, armes, outils, timbres et objets d'époque.

## Galerie d'images

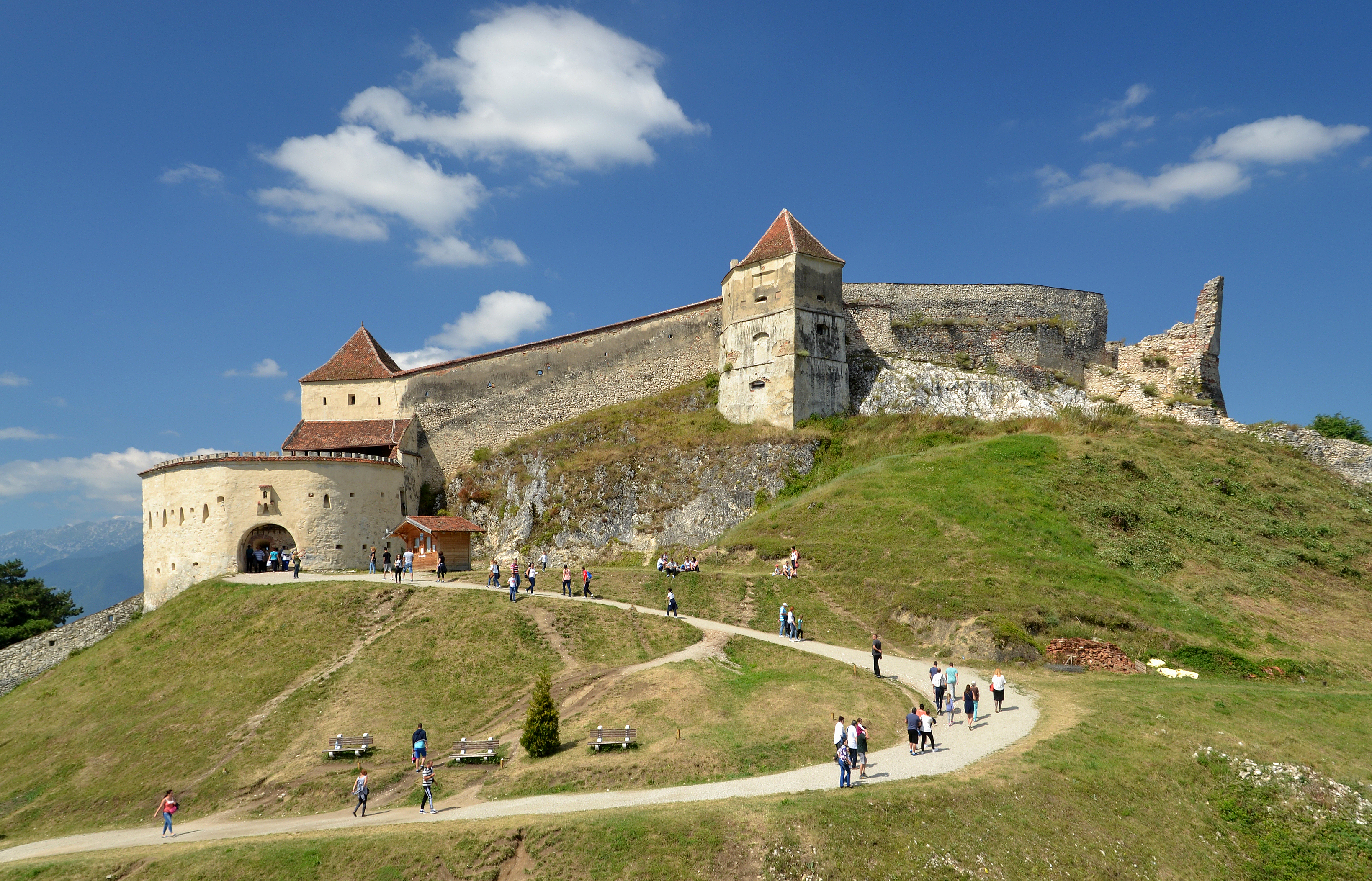
Vue d'ensemble
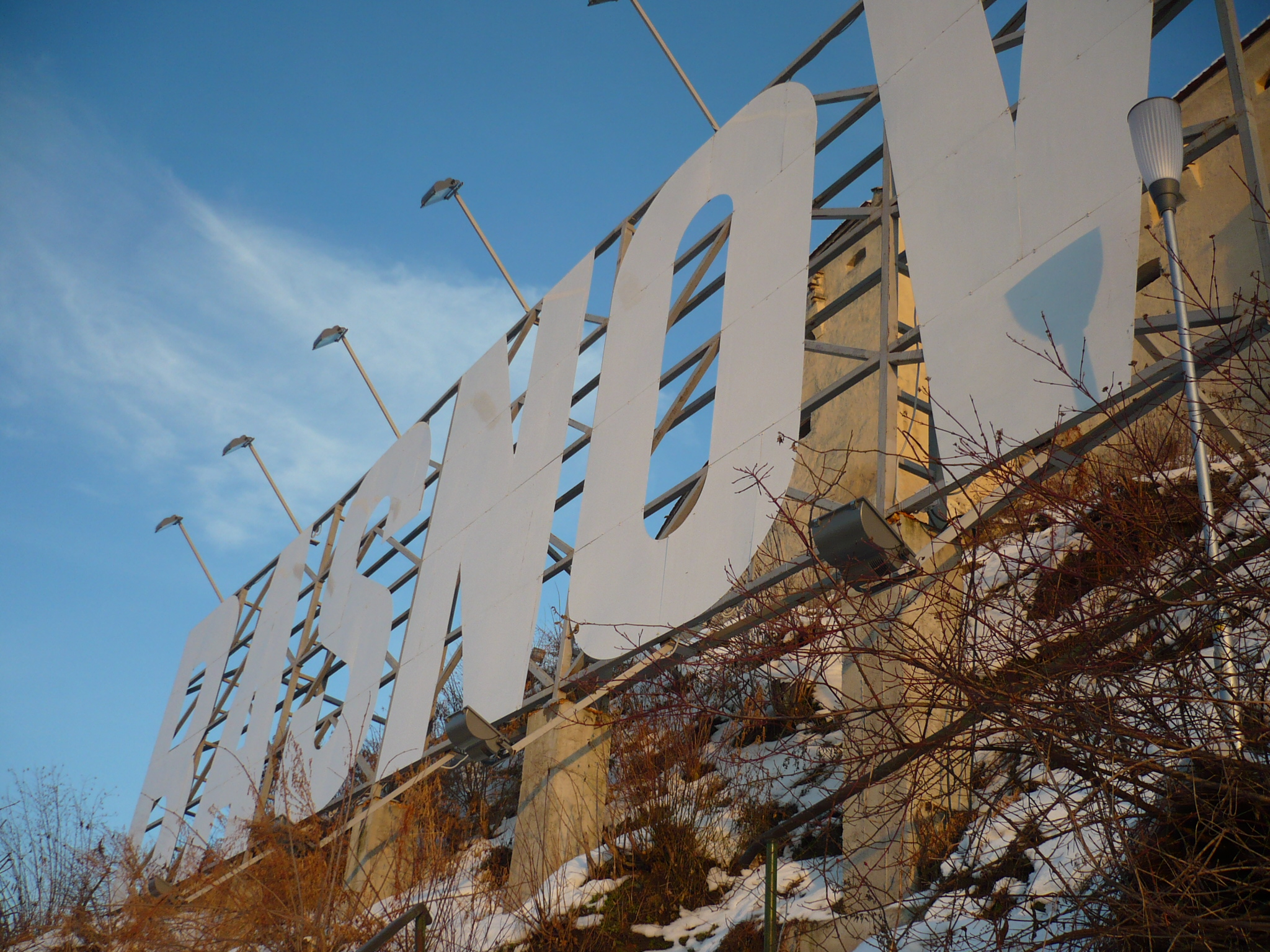
Signe sur le mur extérieur
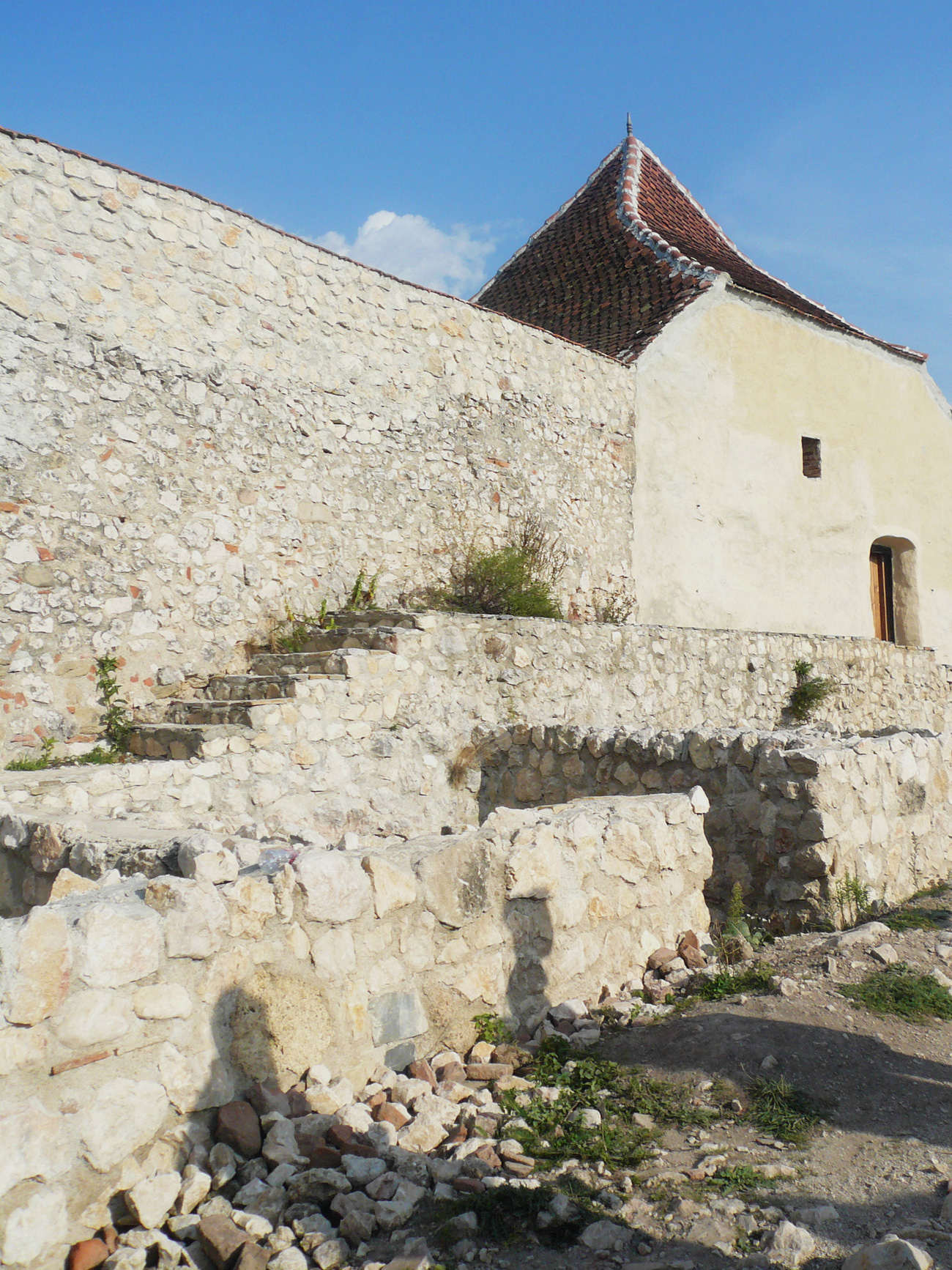
Mur et tour (intérieurs)
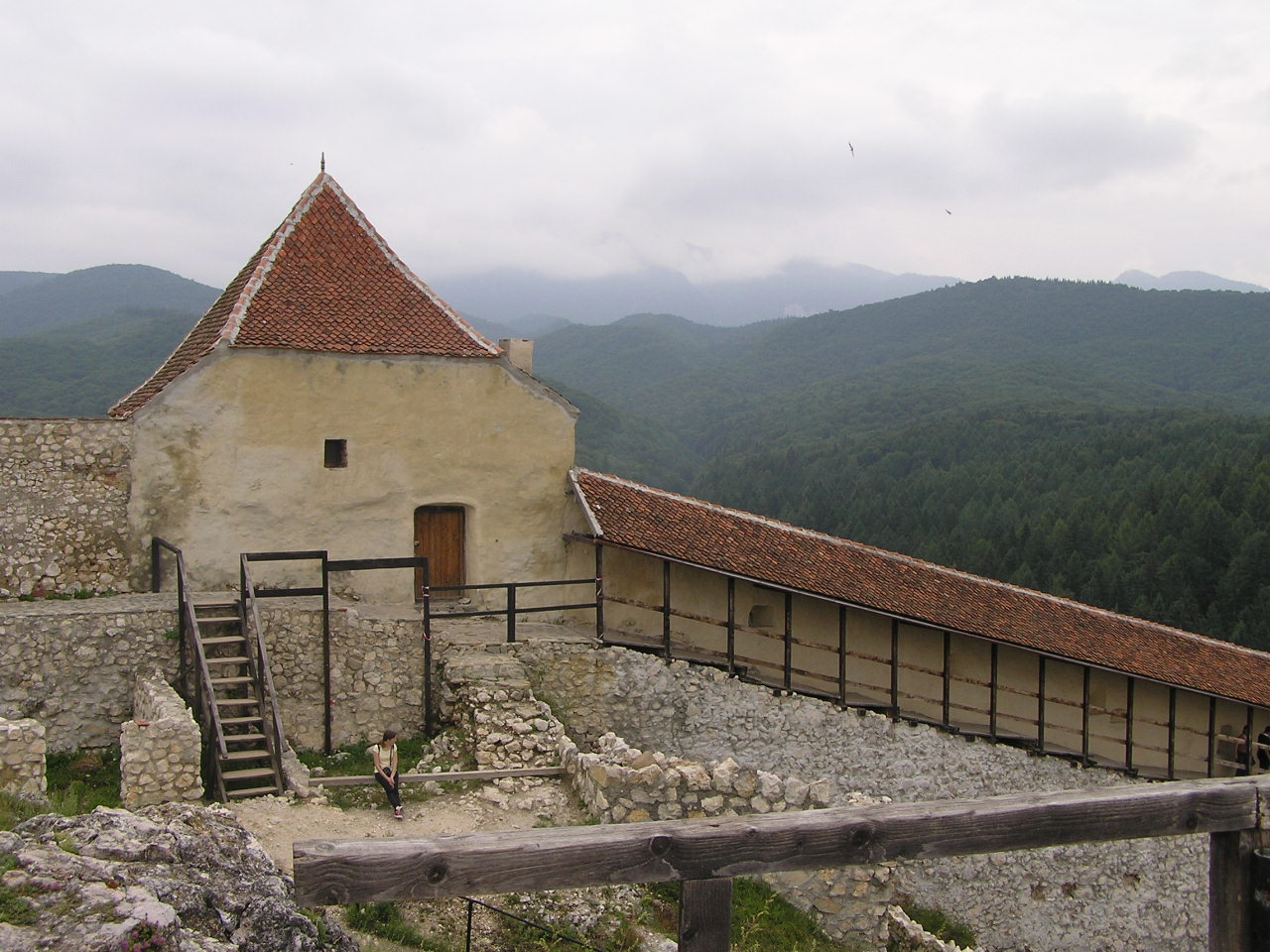
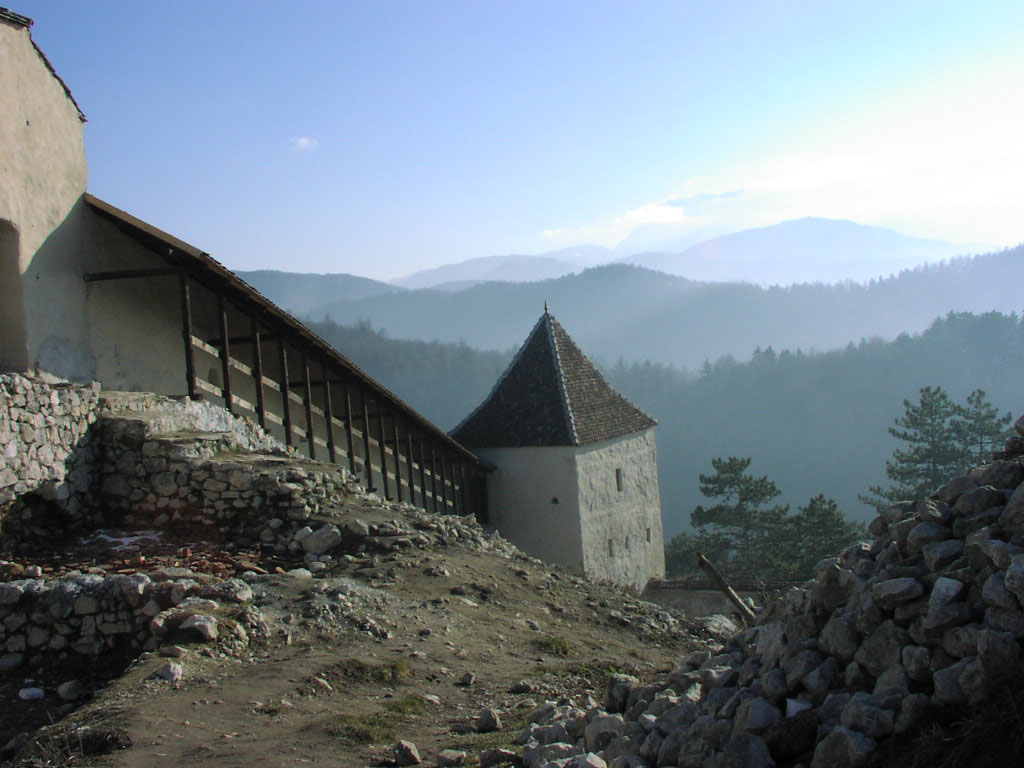
Enceinte et tour (intérieur)
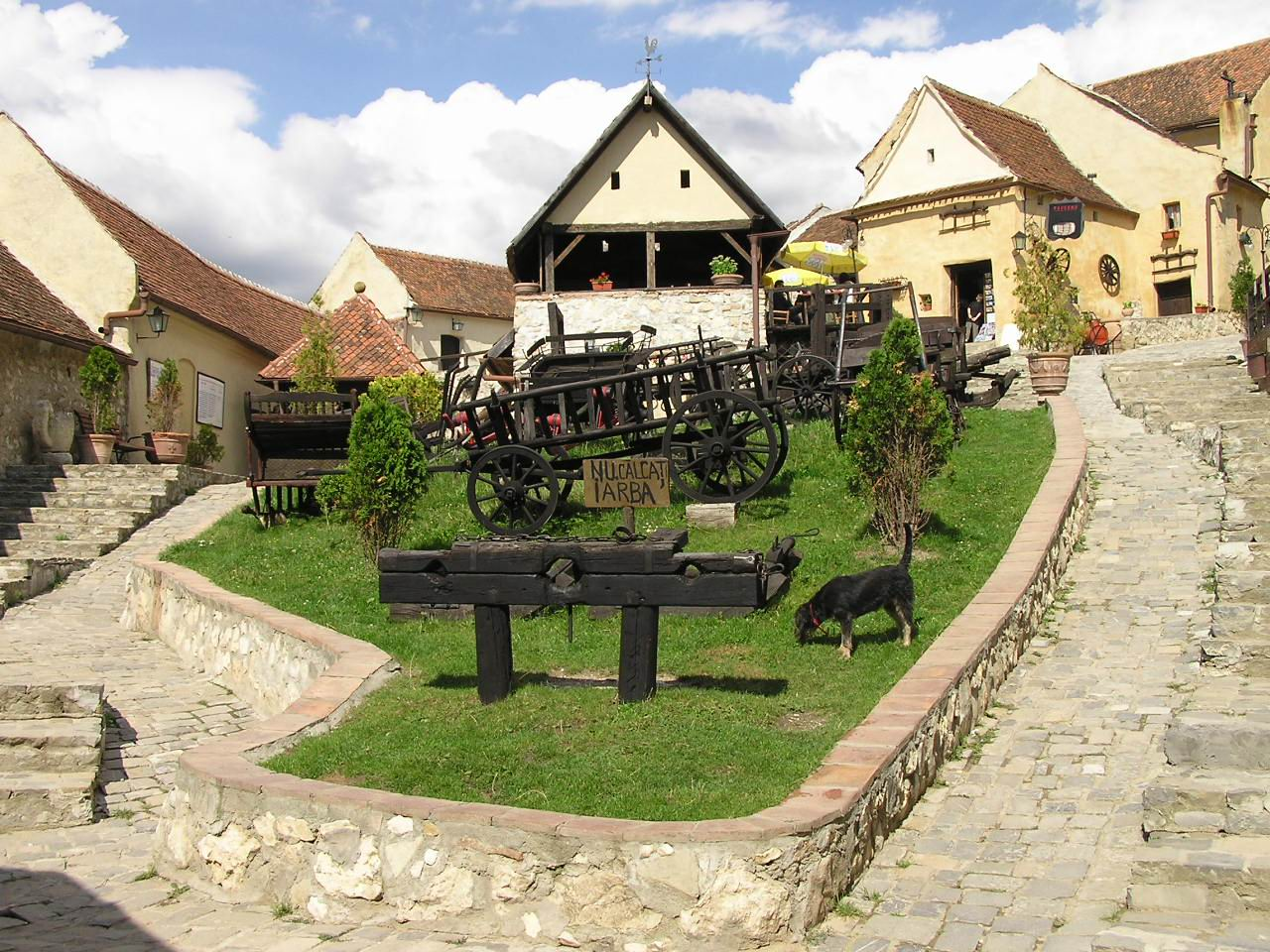
Cour
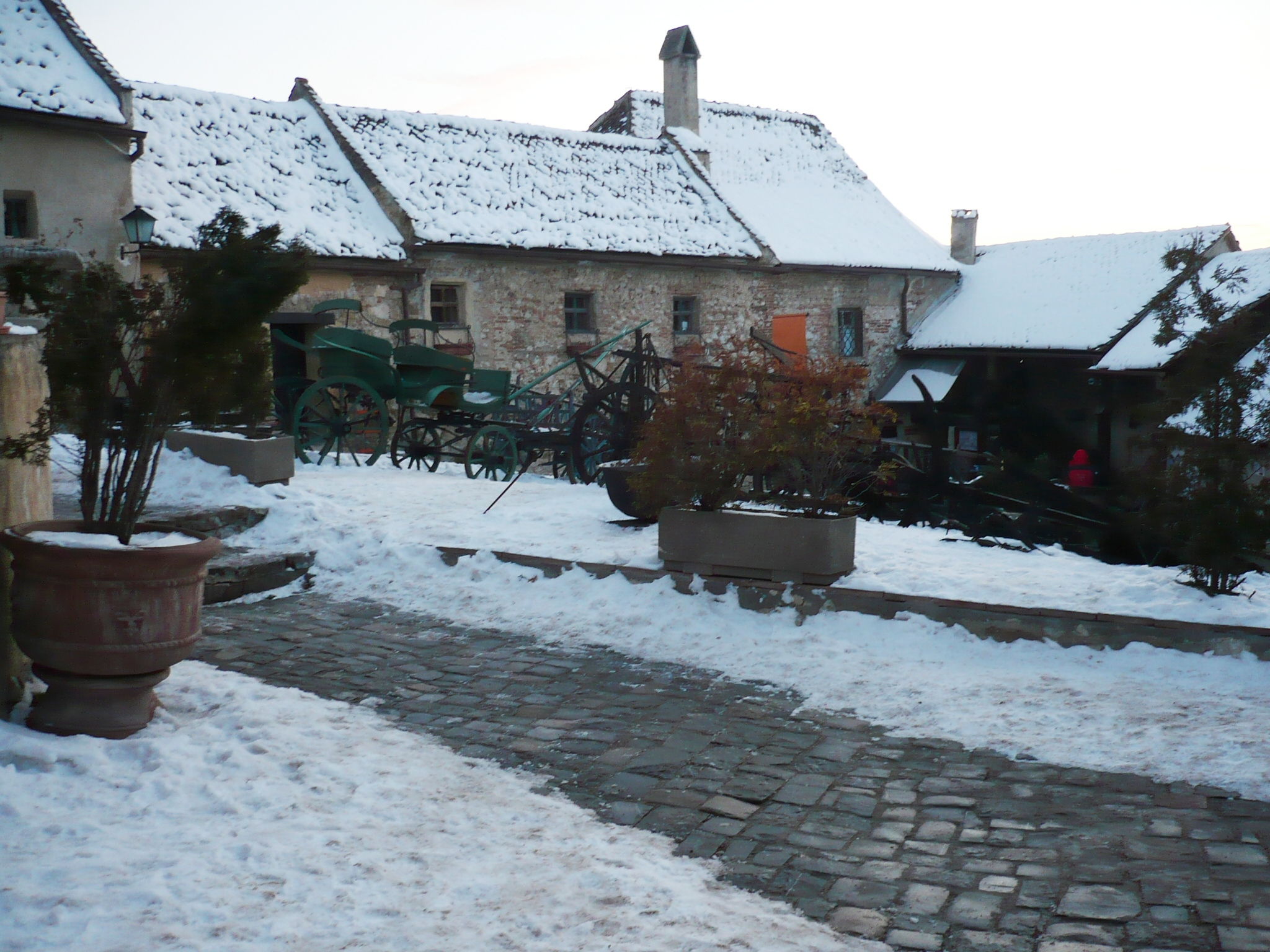
Hameau à l'intérieur
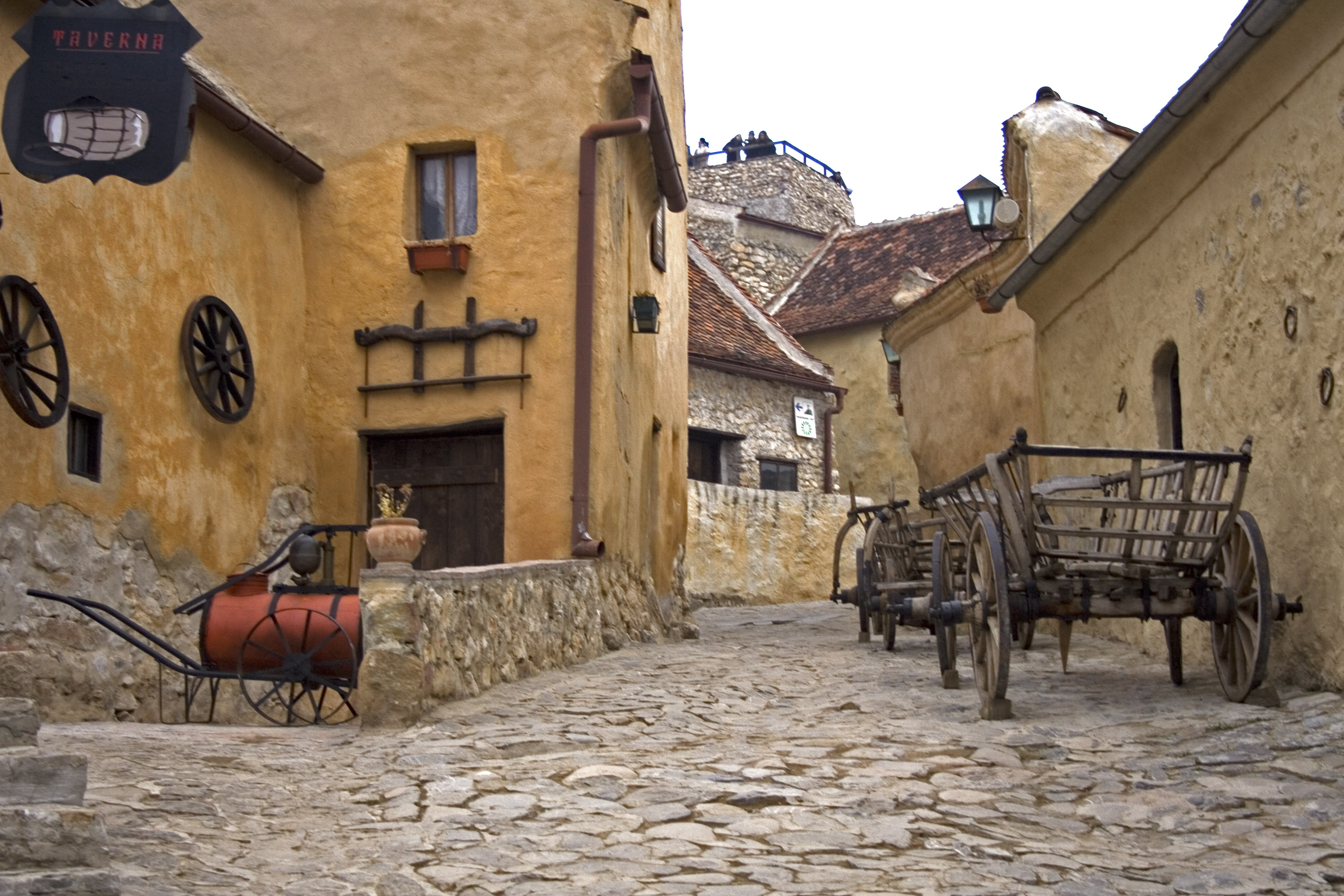
Allée reconstituée
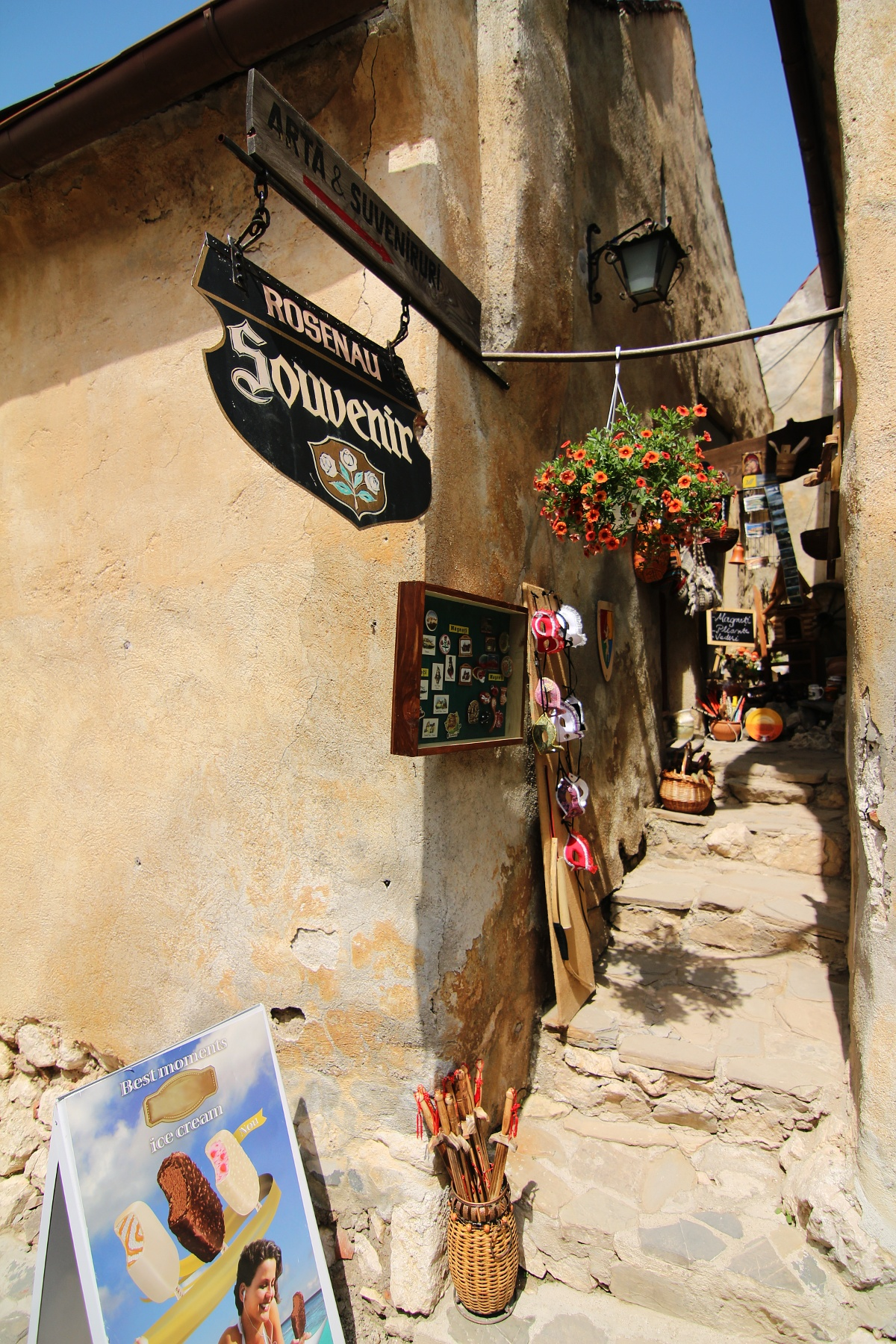
Allée étroite
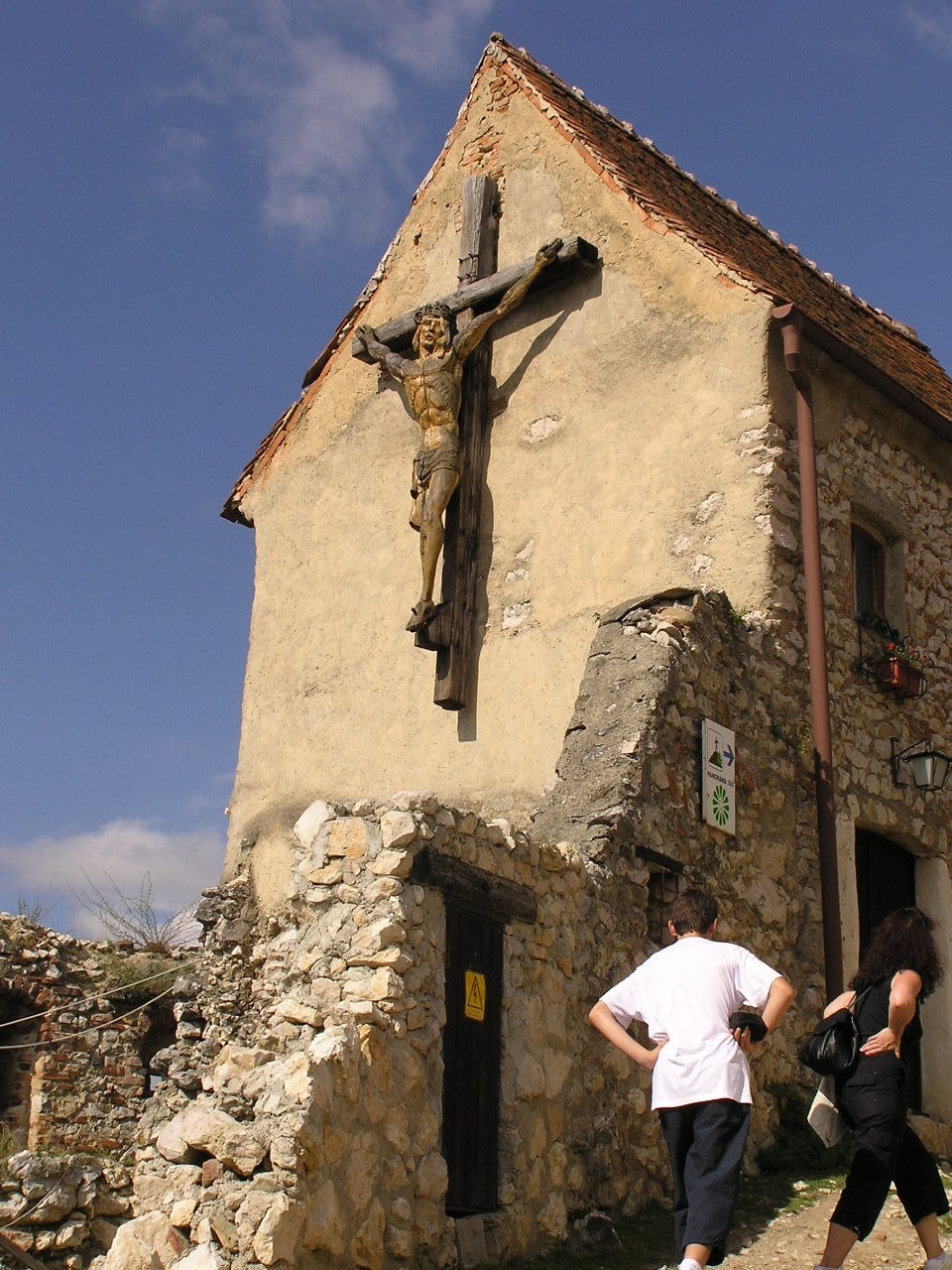
Crucifix
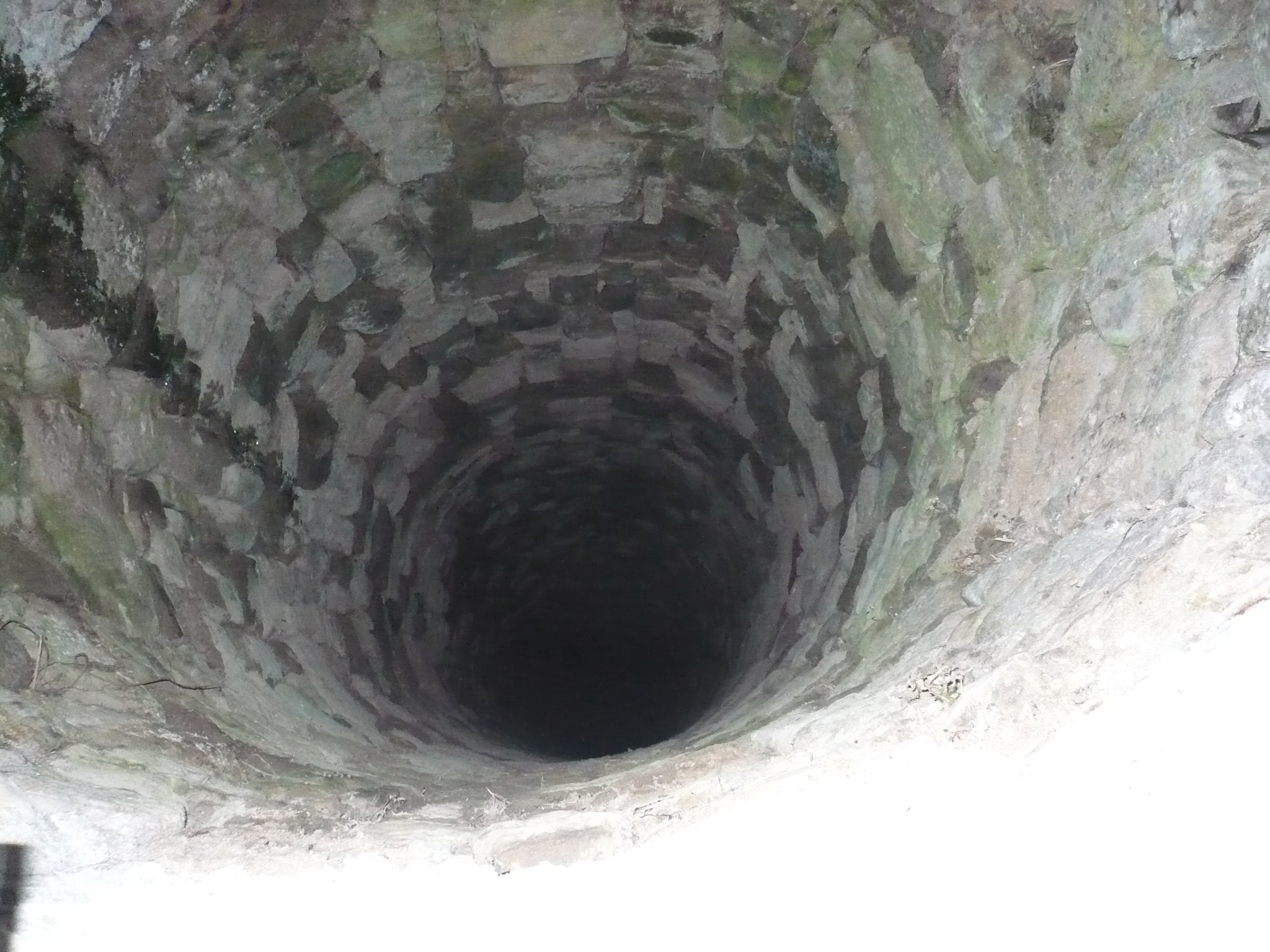
Puits
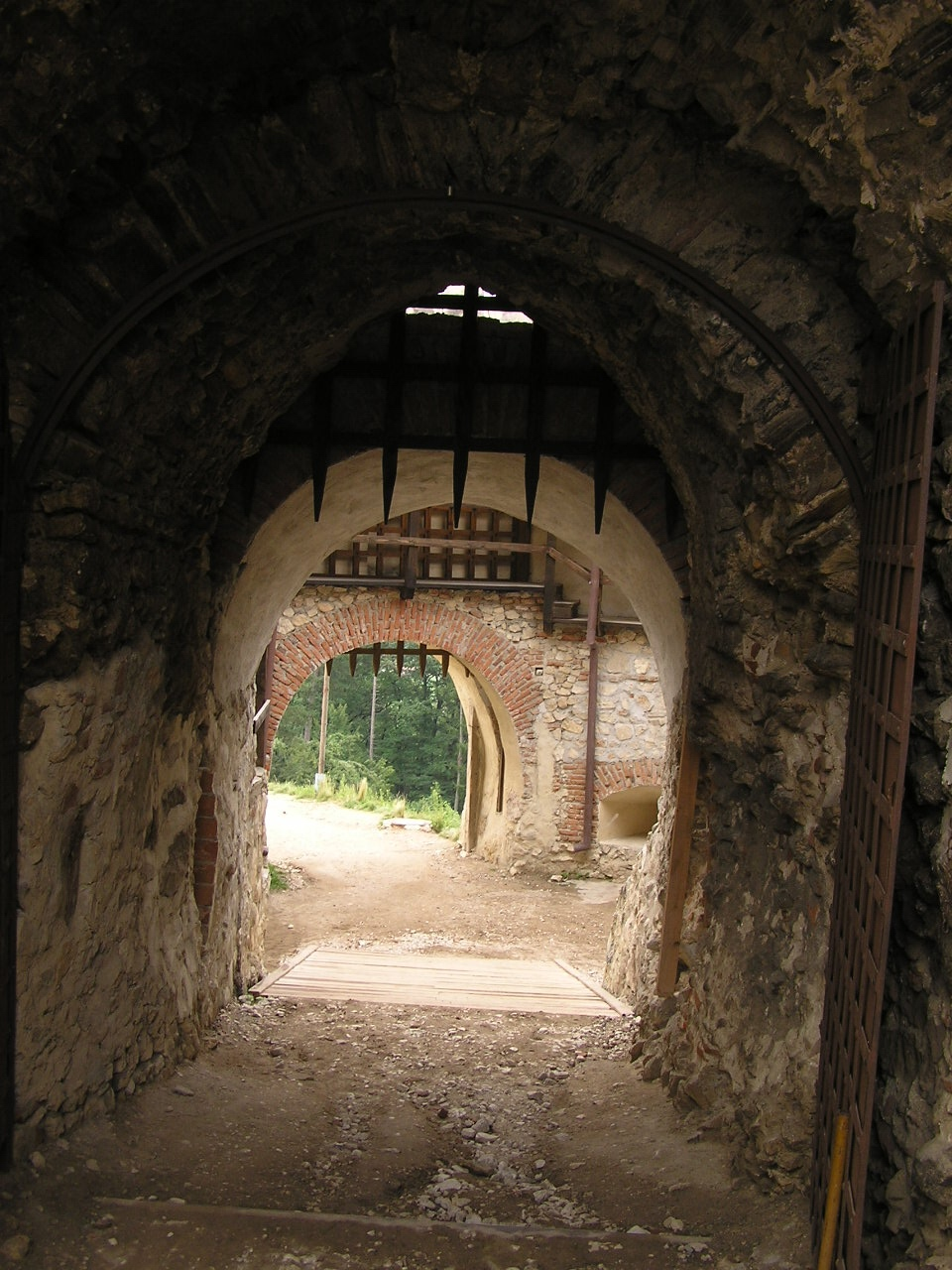
Porte Est (intérieur)
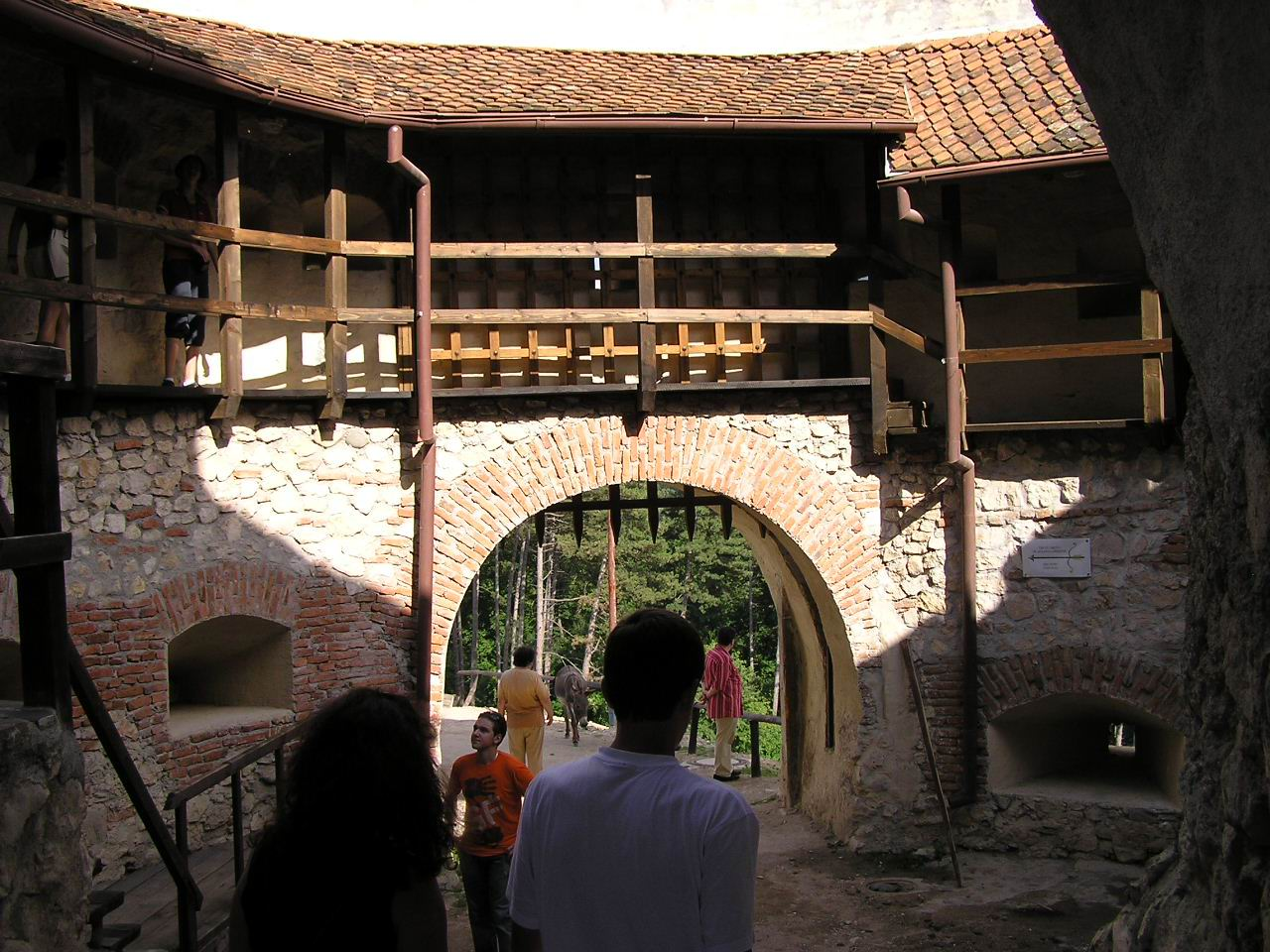
Porte Est
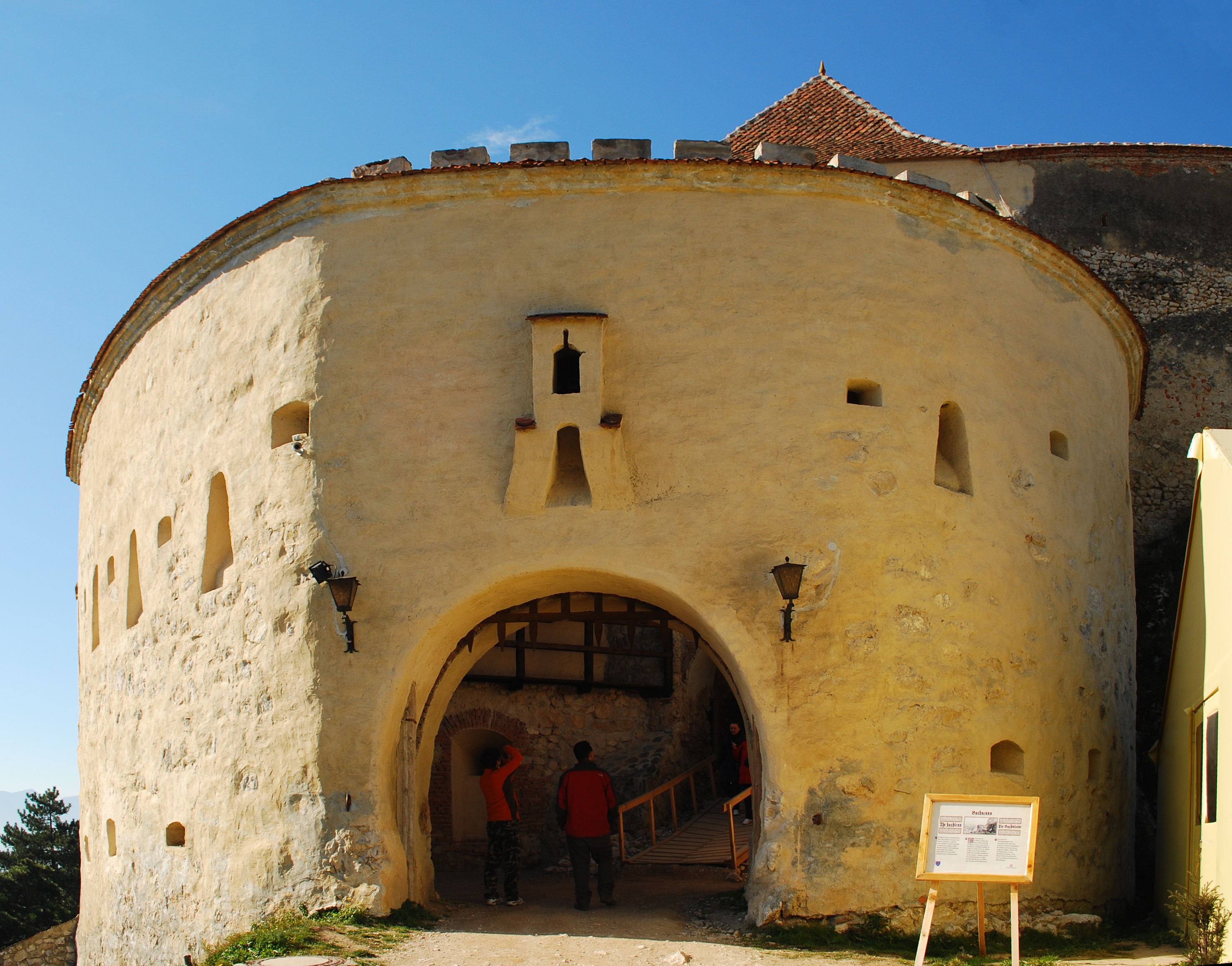
Porte Est (extérieur)
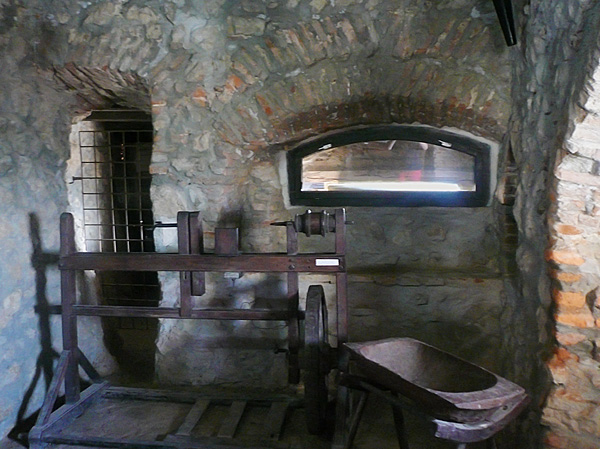
Musée
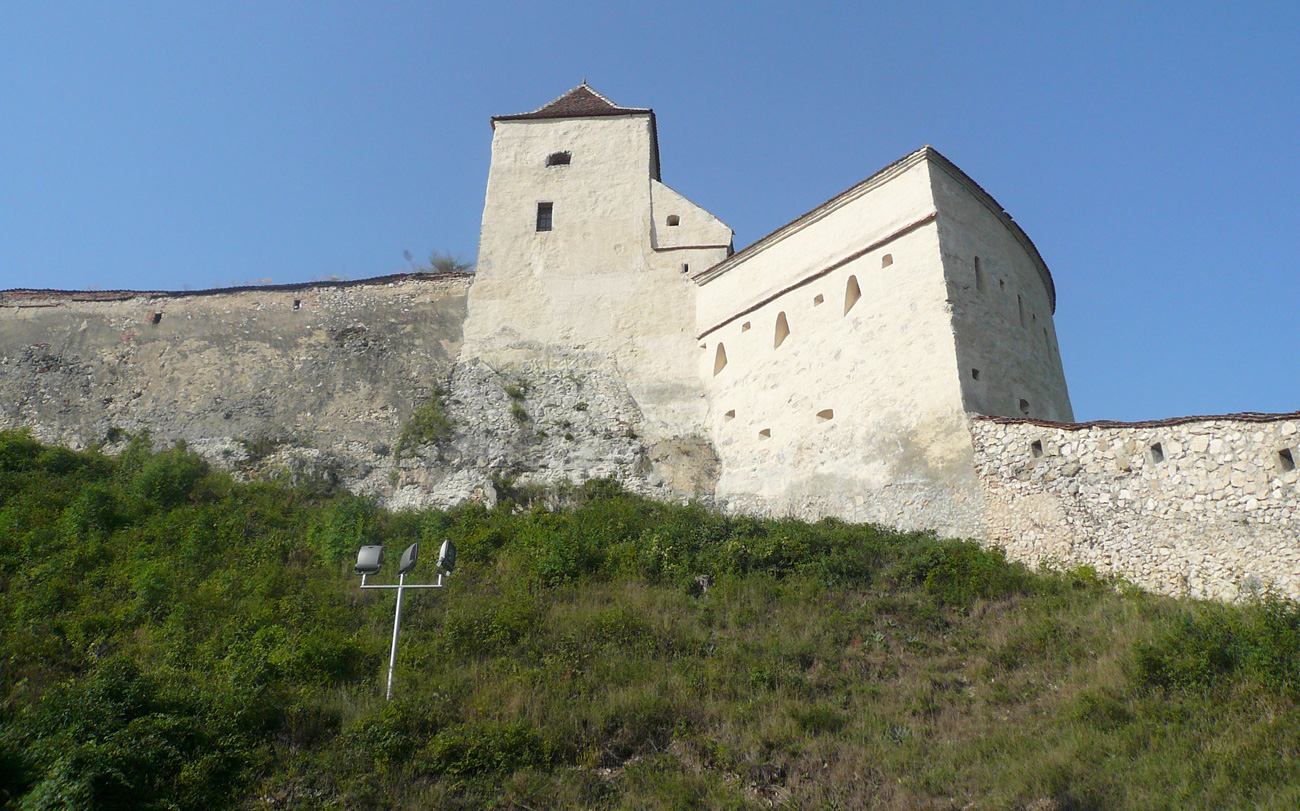
Mur Sud (extérieur)
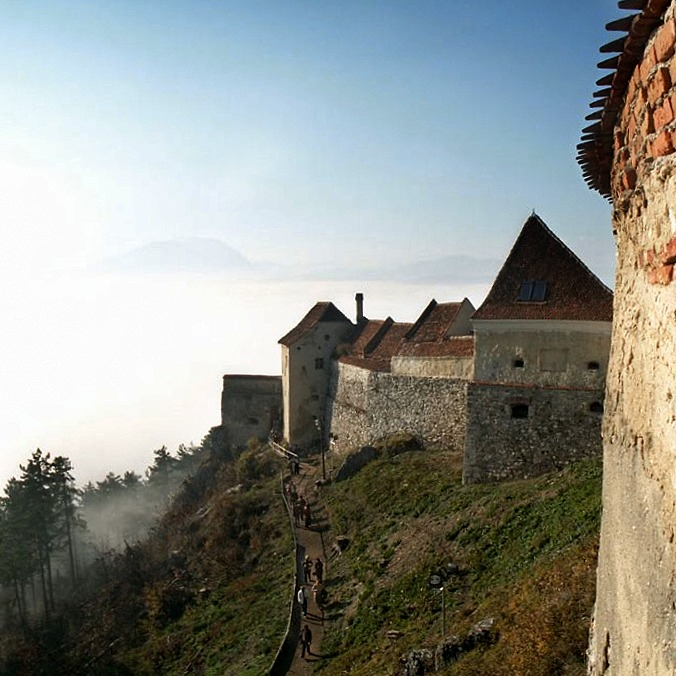
Accès à la porte Ouest
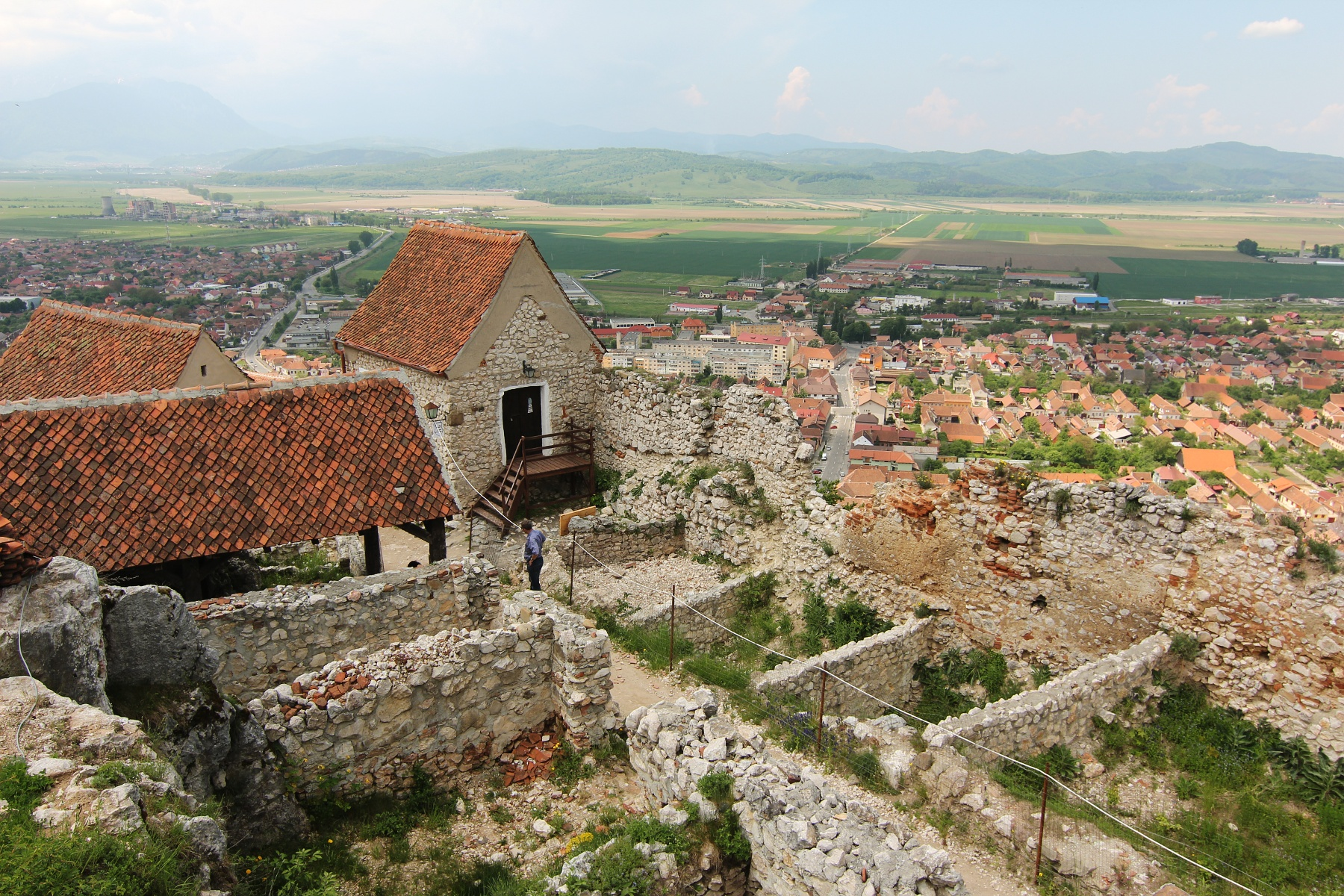
Ruines de maisons et village moderne en contrebas
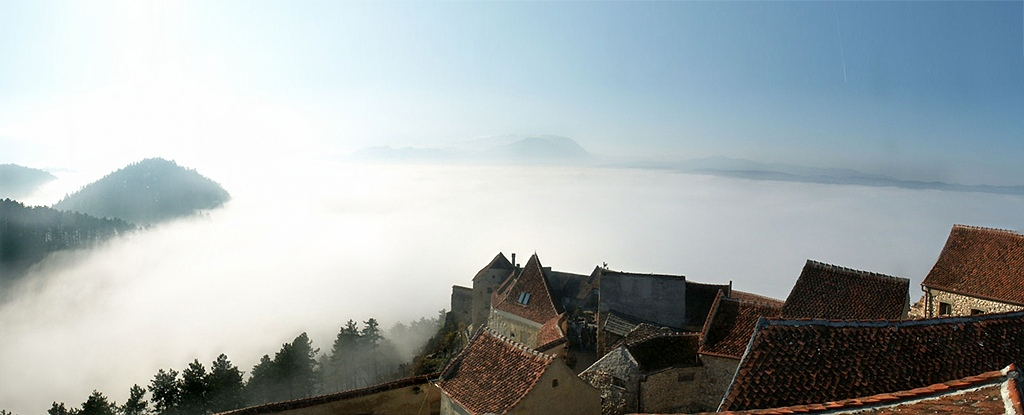
Vue panoramique (2006)
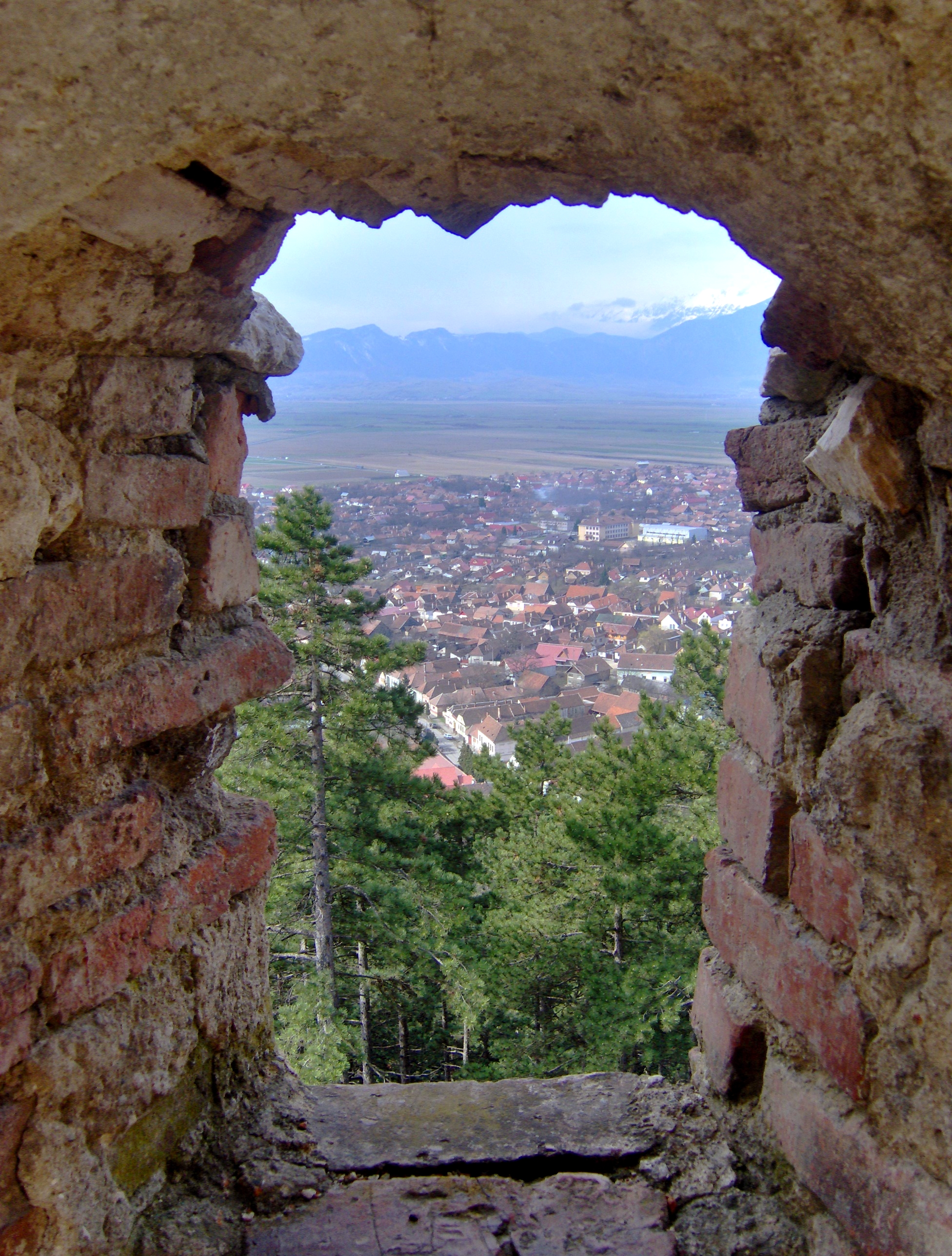
Râșnov
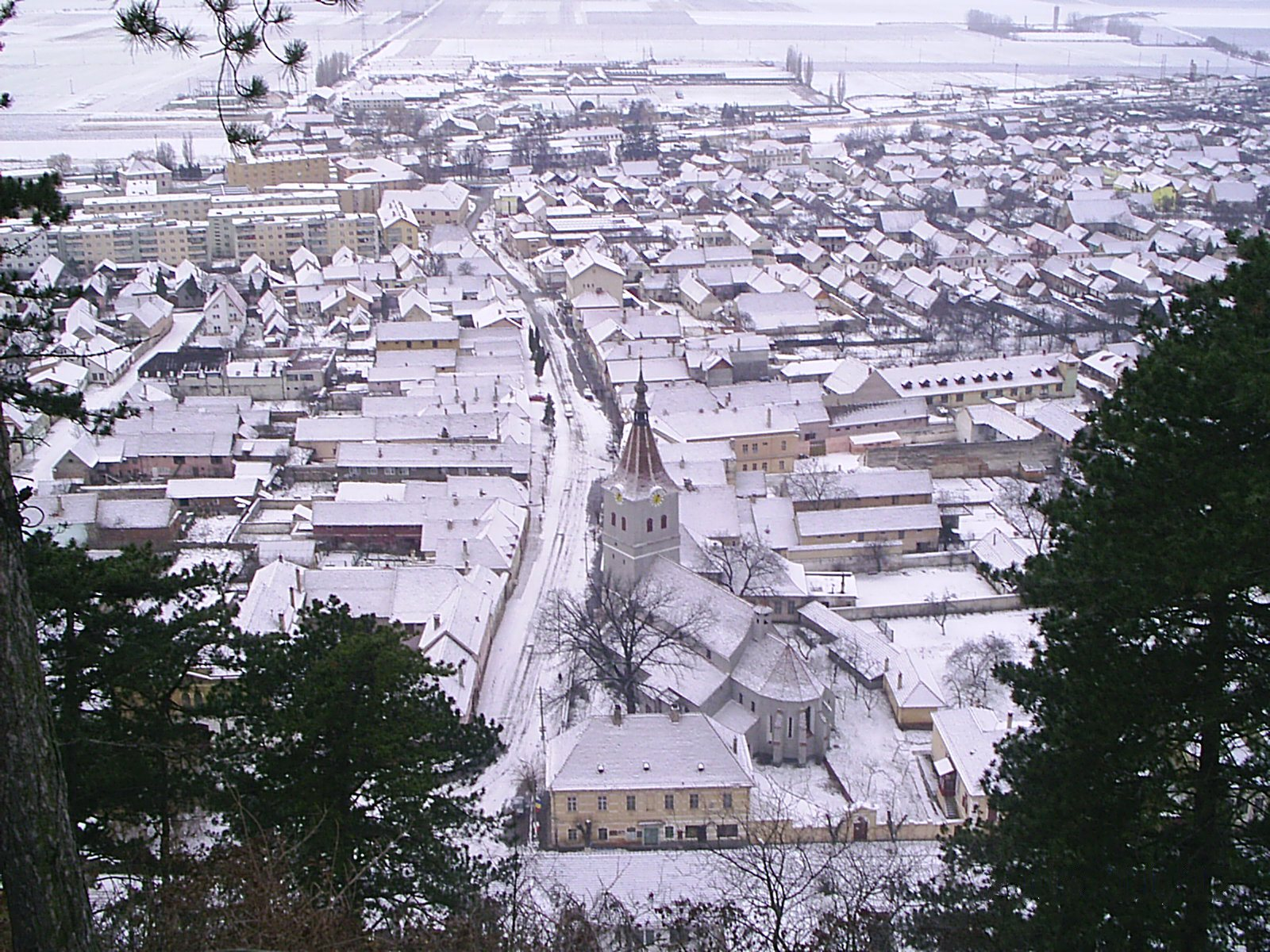
Râșnov et son église saxonne
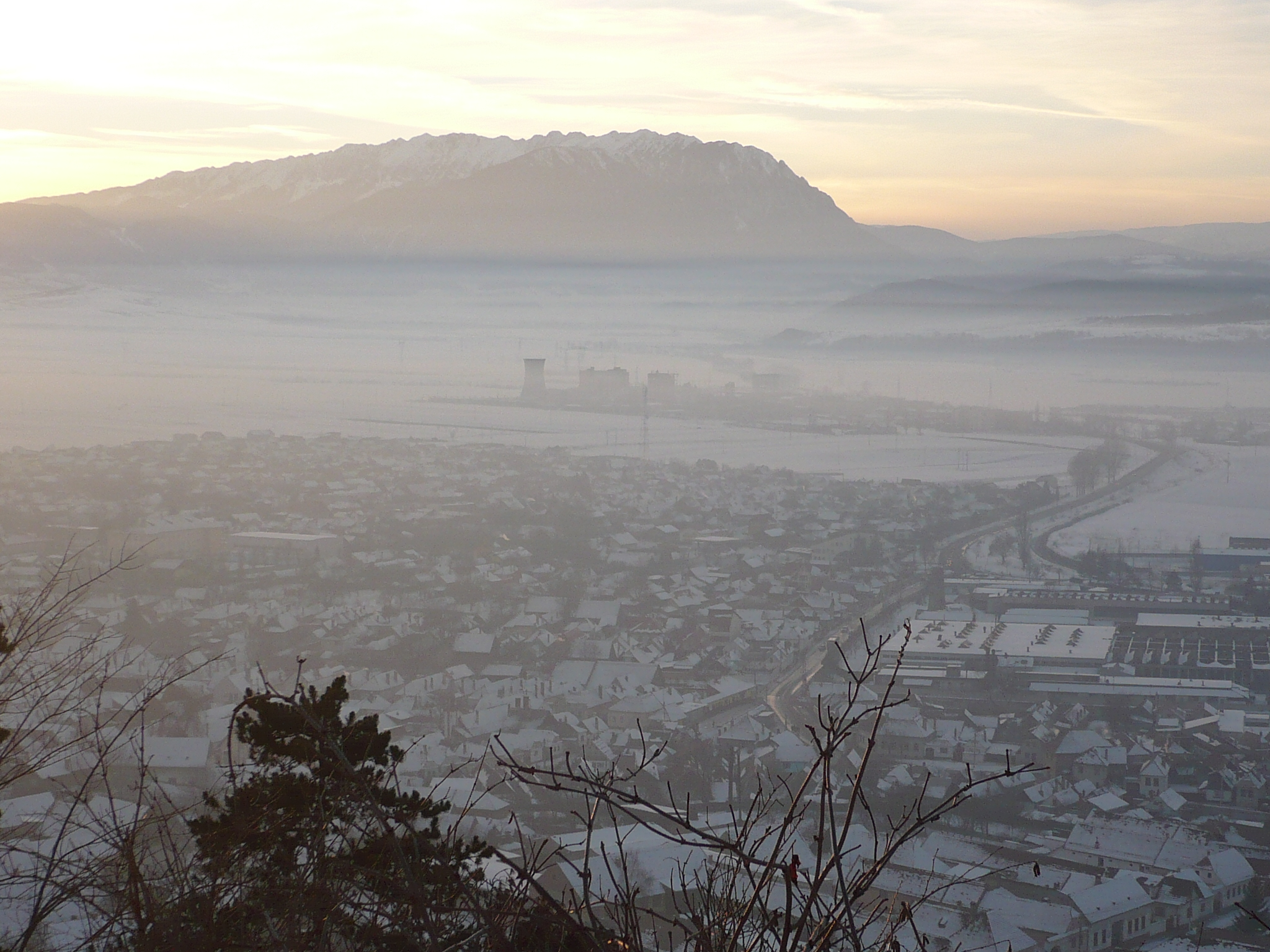
La montagne Piatra Craiului depuis la forteresse